# G. E. C. Wakefield
G. E. C. Wakefield. (Londres, Inglaterra, 1883-1950). Unido a las ideas conservadoras, viajó en 1925 a India, donde ingresó a la administración pública.
Sirvió en secretarias de desarrollo e infraestructura de Punjab, Rajputana, Kathiawar, Baluchistán y el Tíbet. Primer ministro de Jammu y Cachemira en 1929, terminó su período en 1931, cuando fue enviado a ser primer ministro al estado de Kalat (1933-1936), en Nabha (1939-1941) y Rewa (1943-1945). Secretario adjunto del Departamento político de Delhi (1946-1947). Elegido miembro conservador del Parlamento por West Derbyshire (1950), pero falleció ese mismo año.
Había sido galardonado Miembro de la Orden del Imperio de la India (1945), y designado barón de Kendal, en el condado de Westmorland.
| Predecesor: Albion Banerjee | Primer ministro de Jammu y Cachemira 1929-1931 | Sucesor: Hari Kishan Kaul |

- Datos: Q5859218